# Stupore degli Dei
Stupore degli Dei è un dipinto di Hans von Aachen, conservato presso la National Gallery di Londra. Fu eseguito probabilmente nell'ultimo decennio del XVI secolo, durante il soggiorno del pittore a Praga.

## Descrizione
Il soggetto è di difficile identificazione. Si potrebbe trattare dell'amore fra Giove e Venere: l'interpretazione è suggerita da una annotazione («Ciò mostra come Giove abbandonò Giunone e amò Venere, tra lo stupore di tutti gli altri Dei pagani») presente su un disegno di von Aachen, contemporaneo e dalle medesime caratteristiche di questo.